# Chathill
Chathill är en ort i civil parish Ellingham, i grevskapet Northumberland i England. Orten är belägen 14 km från Alnwick. Chathill var en civil parish 1866–1955 när det uppgick i Ellingham. Civil parish hade 59 invånare år 1951.